# Pulau Abang
Pulau Abang is een bestuurslaag in het regentschap Batam van de provincie Riau-archipel, Indonesië. Pulau Abang telt 1531 inwoners (volkstelling 2010).